# Nationalstraße B3
Die Nationalstraße B3 ist eine Nationalstraße in Namibia.
Sie beginnt in Grünau, abgehend von der Nationalstraße B1, und führt weiter nach Osten in das 50 km entfernte Karasburg und von dort weitere 130 km zur Ansiedlung Ariamsvlei, die gleichzeitig den namibischen Grenzübergang nach Südafrika bezeichnet. Hier geht die B3 in die National Route 10 über. 
Die Nationalstraße B3 ist auf ihrer gesamten Länge als zweispurige asphaltierte Fernstraße ausgebaut.

## Besondere Vorkommnisse
Auf einem etwa 12,8 km langen Teilstück zwischen Karasburg und Ariamsvlei, kam es in der Nacht des 4. Februar 2011, in Folge eines Unwetter mit Starkregen, zu einer Unterspülung und kompletten Zerstörung der Fahrbahn. Auf diesem Streckenabschnitt musste die Nationalstraße B3 grundlegend erneuert werden. Die Bauarbeiten zur Wiederherstellung der Fahrbahn dauerten über vier Monate an. Die Wiedereröffnung der B3 auf dem betroffenen Teilstück erfolgte am 10. Juli 2011.

## Galerie

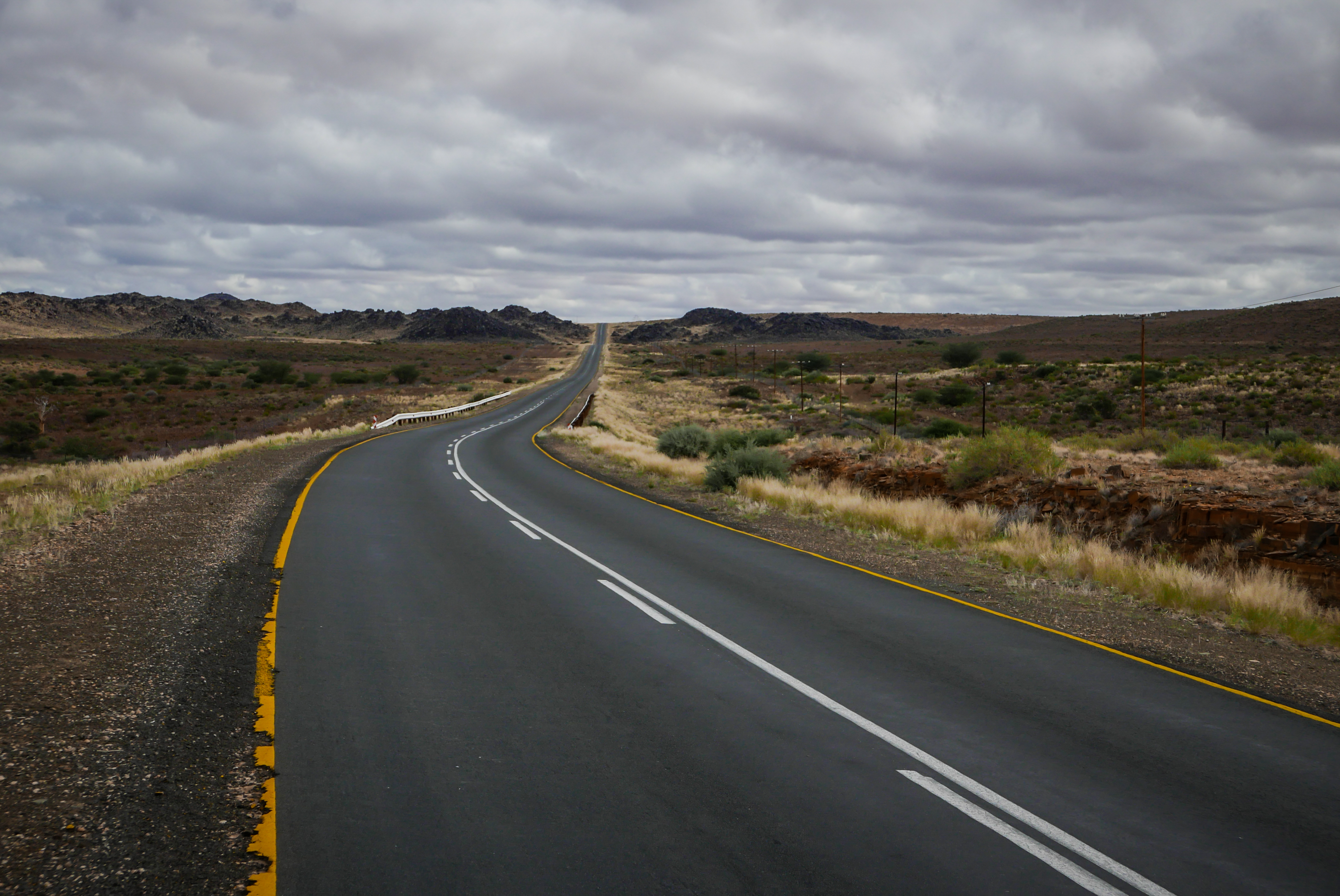
Straßenverlauf in der Nähe von Ariamsvlei
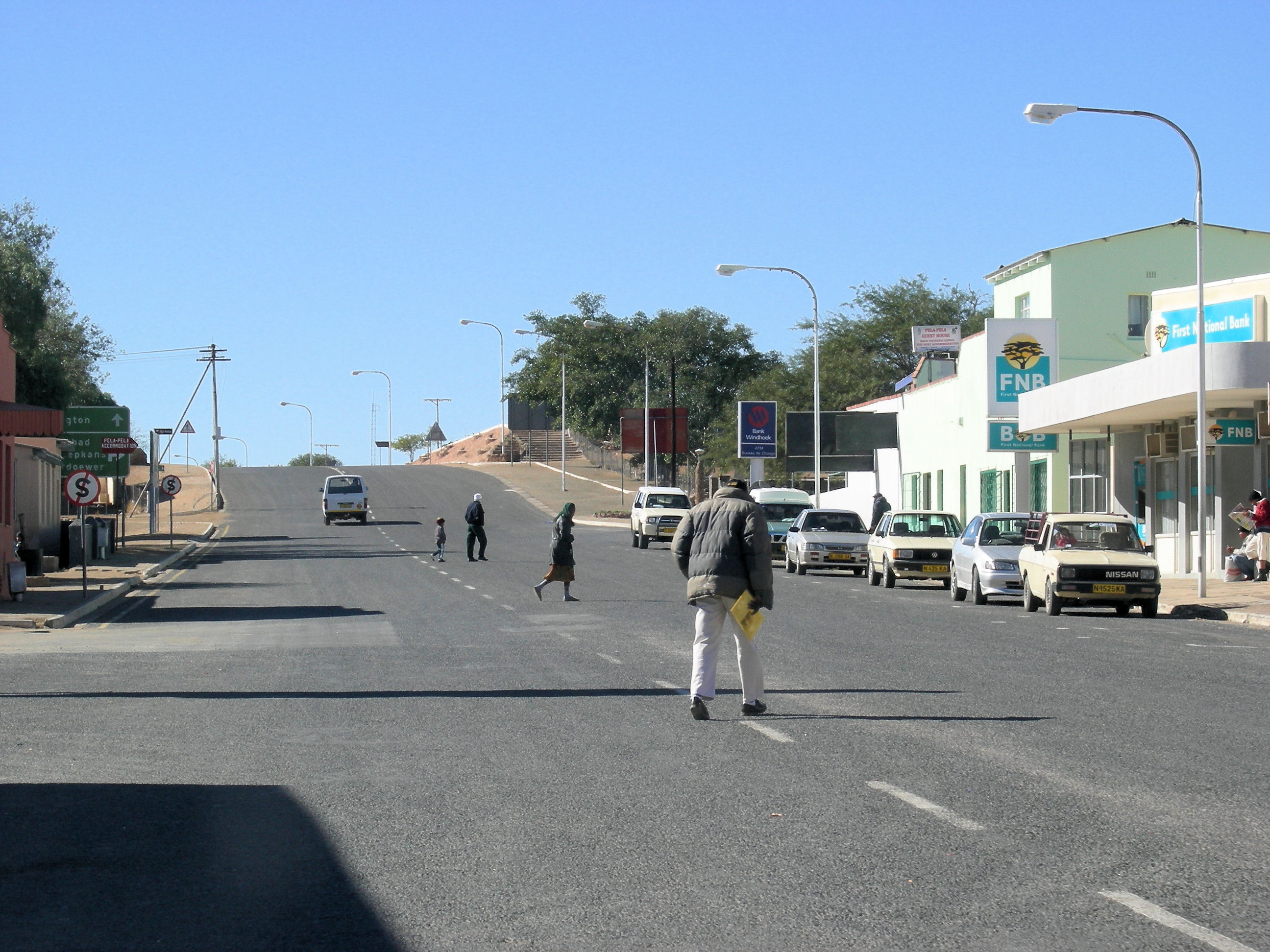
Ortsdurchfahrt in Karasburg